# Absolvent
Absolvent (z lat. absolvere – dokončit, dokonat) je bývalý student, někdy také označovaný jako graduant. Jde o člověka, který předepsaným způsobem a úspěšně dokončil nějakou školu, kurz nebo školení. Status absolventa představuje stupeň a kvalitu vzdělání a bývá předpokladem k vykonávání určité profese. Také bývá spojen s jistou prestiží, zejména v případě tradičních a věhlasných univerzit.

## Odraz v kultuře
- Absolvent (román) – román Charlese Webba
- Absolvent (film) – americký film z roku 1967 režiséra Mike Nicholse na motivy románu Absolvent
- Absolvent (divadelní hra) – na motivy románu Absolvent